# Configurazione (chimica)

Confronto tra due diverse configurazioni dello stesso stereoisomero: cis-2-butene (a sinistra) e trans-2-butene (a destra).

La configurazione di una specie chimica (ad esempio una molecola) corrisponde alla geometria permanente che risulta dalla disposizione spaziale dei legami chimici intramolecolari della specie chimica in questione. La capacità di un gruppo di atomi di assumere differenti configurazioni per formare specie chimiche di natura differente è detta isomeria configurazionale che è un tipo di stereoisomeria. Ciascuna specie chimica ottenuta modificando la configurazione è detta "stereoisomero".
Composti che hanno configurazioni differenti possono presentare un diverso effetto fisiologico, per cui una di tale configurazioni può svolgere funzione di farmaco mentre un'altra configurazione può addirittura risultare tossica.
In chimica si distingue la "configurazione" dalla "conformazione": la conformazione si riferisce infatti alla possibilità che alcune parti della molecola si muovano attraverso la semplice rotazione di legami singoli, senza che tali legami si spezzino o se ne formino di nuovi. Per passare da una configurazione ad un'altra è invece necessario rompere legami e crearne di nuovi.